# 2014年クリミア危機での国際社会の対応

政府の公式声明に基づく、2014年クリミア危機での世界各国の対応。公式の立場が複数カテゴリーに分類されうる場合、「最も強い」立場を記した（「平和的解決の要請」から「軍事介入として解釈」まで連続）。出典については画像説明を参照。
----
紛争の平和的解決への懸念または希望を伝える声明のみ
ウクライナの領土一体性への支援
ロシア側の行動を非難
軍事的介入や侵略行為としてロシア側行動を非難
ロシア側行動への支援やウクライナ暫定政府への非難
"ロシアや他国の利益と認識"
----
ウクライナ
ロシア

2014年クリミア危機での国際社会の対応（2014ねんクリミアききでのこくさいしゃかいのたいおう）では、2014年3月に起こったロシア連邦によるクリミア編入を受けての国際機構や各国の対応について説明する。
クリミア編入に対する国際社会の反応は、大半がロシアの軍事介入決定を非難しており、ウクライナの主権および領土一体性 (territorial integrity) を支持すると共に、この危機の迅速な決着を見いだすよう支援するものとなっている。アメリカ合衆国と欧州連合 (EU) は、この危機におけるロシアの役割を理由に対ロシア制裁を行うと迫り、後に制裁を実施してロシアに撤退を促した。ロシアは、米国とEUが（ウクライナ側に）資金提供して革命を指揮したと非難し、独自の制裁発動によってこの制裁に報復した。
なお、territorial integrityには様々な訳語（領土の完全性、整合性、保全など）が考えられるが、ロイターが報じた安倍晋三首相の発言「ウクライナの主権および領土の一体性を侵害するものであり、これを非難する」に準じて、本記事では「領土一体性」と表記する。

## 国際機構
- 欧州連合 (EU) - 3月1日、欧州連合外務・安全保障政策上級代表のキャサリン・アシュトンは、ウクライナで軍事行動を行使するロシアの決定をEUは「憂慮」していると語り、それを「根拠なき緊張拡大行為」と表現した。アシュトンは、ウクライナと国際法を完全に尊重し、対話を通じて直ちに緊張を緩和するよう全ての側に求めると述べ、「ウクライナの一体化、主権、領土一体性は、いかなる時も全ての側から尊重されなければならない。これら原則へのいかなる違反も容認できない。これまで以上に、抑制と責任感が必要とされる」と付け加えた[6]。欧州議会議長のマルティン・シュルツは「欧州連合と国境を接する国で、戦争が現実に起こりうるのかどうか」を誰が想像できただろうかと述べた[7]。
- 国際連合 (UN) - 3月1日、国連安全保障理事会のメンバーが非公開の緊急会合を開く一方、国連事務総長潘基文の広報担当は、ウクライナにおける「状況悪化に深刻な懸念を抱いている」と語り「間もなくプーチン大統領と話し合う予定である」との声明を出した[8]。また国連は「ウクライナの独立、主権、領土一体性への完全な尊重と保護」を呼びかけ「関係国全てが直ちに冷静さを取り戻して直接的対話をすること」を要請した[9]。国連安全保障理事会は2月28日に会合を開き、ウクライナで政治的活動をしている者が「最大限に自制」することが重要であることに合意し、「ウクライナ社会の多様性を認識しつつ包括的対話を行う」よう求めた[10]。2015年9月、国際連合人権高等弁務官事務所はこの紛争の死傷者が推定8000人に及ぶと報告して、この紛争が「海外の戦闘機やロシア連邦からの洗練された武器・弾薬の存在および継続的な流入によって支えられている」と述べた[11]。
- NATO - 3月2日、事務総長のアナス・フォー・ラスムセンは、「ロシアによる軍事行動およびウラジーミル・プーチン大統領のウクライナに対する脅迫」を理由として北大西洋理事会が招集した[12]。理事会はロシア連邦によるウクライナに対する軍事行動を非難し、国連憲章、1994年のブダペスト覚書、1997年のロシア・ウクライナ間の友好協力条約、ロシア黒海艦隊の存在を規定する法的枠組みに基づく契約義務を尊重するようロシアに求めた[13]。ラスムセンはこの併合を「冷戦終結以降でヨーロッパの安全保障に対する最も重大な脅威」と呼んだ[14]。
- ヴィシェグラード・グループ(V4) - 3月4日、中央ヨーロッパの4か国（チェコ、ポーランド、ハンガリー、スロバキア）による地域協力機構V4グループは共同声明を発表し、ロシア議会がウクライナ政府の意向に反してウクライナ国内での軍事行動を承認したことを深く憂慮すると述べた[15]。ロシアに対して、ウクライナの主権および領土の一体性を脅かすすべての行動を非難し、ウクライナ法および国際法を完全に尊重し、1994年のブダペスト覚書の規定に沿って、対話を通じて緊張を直ちに緩和するよう求めた[15]。また、「チェコ、ハンガリー、ポーランド、スロバキアは、1956年（ハンガリー動乱）、1968年（ワルシャワ条約機構軍のチェコスロヴァキア侵攻）、1981年（ポーランド戒厳令）における我々自身の経験と似た軍事介入を、21世紀のヨーロッパで目撃していることに愕然としている」と表明した[15]。
- 欧州安全保障協力機構(OSCE) - OSCEからは、公式代表者と少数民族問題委員長からなる外交団が派遣された[16]。ウクライナは、ロシア占領下のクリミア情勢を監視するための監視団派遣をOSCEに要請し、23カ国43人からなる監視団が構成されクリミア半島への訪問を試みたが、道路封鎖を突破できず帰還を余儀なくされた[17]。目出し帽と軍服を着た武装集団から発砲を受ける事例もみられた[18]。OSCE議会は、ウクライナにおけるロシアの行動を2014年の「バクー宣言」と2015年の「ヘルシンキ宣言」でそれぞれ非難した[19][20]。
- 欧州評議会議員会議(PACE)の常設委員会は、3月7日に「ウクライナの領土一体性および国家の結束」への全面的支持を表明した[21]。
- 北欧・バルト8か国(NB8) - 3月7日、同加盟国の外務大臣はヴィシェグラード・グループ(V4)の外務大臣と「ヨーロッパの国に対する侵略行為がロシア軍によって行われた」と宣言する共同声明を発表した。彼らはまた「ロシア連邦によるウクライナの主権および領土一体性への一方的侵害」を非難し、「関連する合意協定に従って、軍隊をその恒久駐留地域へ直ちに引き揚げる」ようロシアに求めた[22]。
- イスラム協力機構(OIC)は、クリミア・タタール人のイスラム教徒コミュニティの「安全と福祉」に関する懸念を表明した。「20世紀に故郷クリミアから追放されたクリミア・タタール人がかつて味わった苦難が再び繰り返されるのは許されない。OICにとって最も重要なことは、市民権、生活、宗教および文化的遺産、財産を保護することである。21世紀においては、建設的対話や平和的で良好な隣人関係が国際社会の一員にとっての規範であるべきだというのが、OICの確固たる信念だ」[23]。
- 経済協力開発機構(OECD) は3月13日にロシアの加盟手続きを一時凍結して、ウクライナとの関係を強化し始めた[24]。

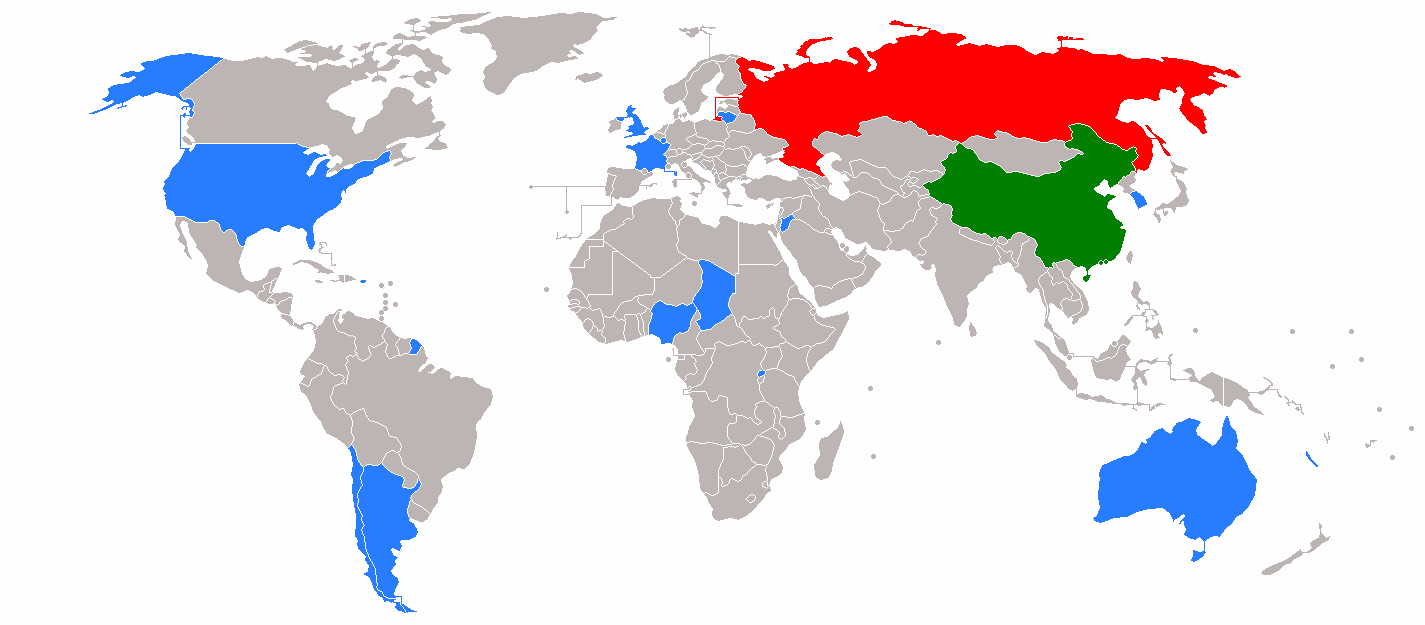
2014年クリミア住民投票の非難決議案に関する国連安保理 の投票結果
----
決議案賛成票
棄権
決議案否認票

ウクライナの領土一体性に関する国連総会の投票結果
賛成
反対
棄権
欠席
国連非加盟

## 国連加盟国およびオブザーバー国

### 旧ソビエト連邦の国々
- アルメニア - 3月7日、セルジ・サルキシャン大統領はダブリンでの欧州人民党会合で「ウクライナの出来事は我々全員にとって深刻な懸念事項である」と述べた。彼は「緊張を和らげ、対話によって合理的解決策を見つけるために可能な限りあらゆる手段を講じること」を呼びかけた[25]。3月19日、セルジ・サルキシャン大統領はプーチンとの電話会談で、クリミアの国民投票は市民の自由な意思表示による民族自決権の行使であると述べた[26][27]。
- アゼルバイジャン - ウクライナ駐在のアゼルバイジャン大使Eynulla Madatliは、3月3日にウクライナの領土一体性への支持を公に表明した[28]。
- ベラルーシ - 2月28日、同国外務省はウクライナでの出来事について懸念を表明した[29]。3月5日、アレクサンドル・ルカシェンコ大統領はウクライナの領土一体性を支持すると断言した[30]。3月19日、外務省が声明を発表し、この中で「ベラルーシ、ロシア、ウクライナは、何世紀にもわたる共通の歴史によって絡み合った兄弟国である」「これまで何度も外部の勢力が私たちの国家間の矛盾を利用しようとした」「の地域の出来事とは無関係の政治家が、スラブ民族にとって何が良いことで、何が悪いことかを決めようとしていることを、私たちは今、懸念している」と述べた[31]。3月23日、ルカシェンコ大統領はクリミアを事実上のロシア領の一部であると表現しつつ、「ウクライナは（領地が）欠けたりせず分断されることのない、中立な国家であり続けるべきだ」と述べた[32]。カーネギー・モスクワ・センターによる分析では、ルカシェンコの発言はたびたび矛盾しており、ベラルーシの立場は曖昧であるとされた[33]。2021年11月、ルカシェンコはクリミアをロシア領として認め、半島を訪れるつもりだと表明した[34]。
- エストニア - 3月1日、ウルマス・パエト外務大臣は「ウクライナでの軍隊の使用を許可するというロシア議会の決定は、ウクライナの主権および領土一体性に対する明白な脅威」であり、ロシアの「ウクライナに対する軍事的脅威と行動を止めなければならない」と述べた。彼は、緊張を緩和して社会的統一を回復するためのあらゆる行動を追求するようウクライナの指導者に呼び掛けた[35]。エストニアのトーマス・イルヴェス大統領は、この併合は「あまりにも拙速かつ（軍事）専門的に行われ、事前に計画されたものではない」と述べ、ブダペスト覚書の失敗は「幾世代にもわたる広範囲に及ぶ影響が出るかもしれない。将来、安全保障と引き換えに核兵器を放棄する国が現れるかどうか、私には分からない」と語った[36]。
- ジョージア - 3月1日、ギオルギ・マルグヴェラシヴィリ大統領は「ヨーロッパでの新たな紛争を許さず、可能な侵略を回避してウクライナの主権と領土の一体性を維持するため、利用可能なあらゆる手段を活用する」よう国際社会に呼びかけた[37]。3月11日、大統領はさらに「2008年のグルジア侵攻に対し、国際社会はロシアを懲らしめることができなかった。このことで、ウクライナのクリミア奪取でも同様に逃げ切ることができるとモスクワは考えている」と述べた[38]。
  - 3月6日、ジョージア州議会はウクライナの主権と領土一体性を支援する決議を採択し、ロシア連邦による主権国家ウクライナに対する強要的行動および国際法の基本原則に違反して行われたあらゆる行動を強く非難した。この決議は「ウクライナの主権と領土一体性に対するロシア連邦の最近の侵略的行動は、二国間協定条項に違反するウクライナ領土での軍事部隊の使用および大規模な軍事侵略の脅威を含めて、友好的なウクライナだけでなく、ジョージアやヨーロッパ全体にも深刻な脅威を引き起こしている」ことを強調した[39]。
- カザフスタン - 3月3日、カザフスタン外務省はウクライナの現在の状況に当国が深く懸念していると述べた。この声明は「国際法の基本原則への敬意に基づき」権力の使用を放棄すると共に交渉を通じて危機を解決するよう、全ての側に促した[40]。しかし、2019年にヌルスルタン・ナザルバエフ大統領の長期政権を引き継いだカシムジョマルト・トカエフ大統領は、ドイツの公式訪問中に、「クリミアで起こったことは、併合ではない。併合という言葉は強すぎる」と述べた[41]。これに対しウクライナ外務省は懸念を表明した[42]。
- キルギス - 3月11日、キルギス外務省は、失脚したウクライナのヴィクトル・ヤヌコーヴィチ前大統領を同国の正当な指導者と見なすことはできないとの見解を示し、現在のウクライナの危機は、ヤヌコビッチ政権における旧当局の汚職と誤った決定によって引き起こされたとした[43]。そのうえで、暫定政府を正規のものと見なして危機への懸念を表明し、ウクライナ情勢を不安定にする目的のいかなる活動も非難した[43]。この声明は、ロシアが主導する独立国家共同体のメンバーとしては初めて、クレムリンの見解と大きく矛盾するものとなった[43]。3月16日、外務省は、3月16日のクリミアの住民投票の結果は人口の絶対過半数という同自治共和国の意志を表す客観的な現実であるとする別の声明を発表した[44]。
- ラトビア - 3月1日、ラトビアの大統領、国会議長、首相、外務大臣は、「ラトビアはウクライナの領土一体性を強く支持しており、ウクライナ社会を分断し、領土一体性に疑問を投げかけることを目的としたいかなる措置も、可能な限り強い言葉で非難されなければならないという意見である」という共同声明を発表した[45]。外務大臣エドガルス・リンケーヴィッチは「クリミアのシナリオは1940年のソ連によるバルト諸国占領に似ている。歴史は最初に悲劇として、次に茶番劇として繰り返される」と述べた[46]。8月28日、外務省は、「ラトビアは、ロシア連邦の武装勢力によるウクライナ領土の侵犯を非難する。これはウクライナの主権と領土一体性に対する公然たる侵略を意味し、国際法の基本原則を損ねるものである」との声明を発表した[47]。
- リトアニア - 外務省はウクライナ情勢を議論するためにリトアニア駐在ロシア大使を呼び出したと発表した[48]。大統領ダリア・グリバウスカイテは、「ウクライナの後はモルドバ、モルドバの後は別の国だ。彼らは第二次世界大戦後のヨーロッパにおける国境を書き換えようとしている」と述べ、ロシアの危険性を指摘した[46]。
- モルドバ - 3月2日、大統領のニコラエ・ティモフティは「モルドバはウクライナの主権と領土一体性を順守し、国際法原則の違反を許さない重要性を強調する」と述べた[49]。
- ウズベキスタン - 外務省は、クリミアにおけるロシアの行動が「国の主権と領土一体性への現実的脅威を作っており」「ウズベキスタンに深い不安と懸念を抱かせずにはいられない」との声明を発表した[50]。
- ウクライナは当事国にあたるため対象外。

### 国際連合安全保障理事会常任理事国
- 中国 - 外交部秦剛報道官が、中国はウクライナでの最近の過激派暴力を非難した[51][52]。さらに、中国は常に内政不干渉の原則に従い、ウクライナの独立、主権、領土一体性を尊重していると述べ、国際法および国際関係を司る規範に基づき、対話を通じて解決策を見つけるよう全ての側に要請した[51][52]。
  - 3月4日、中国の習近平国家主席は、ウラジーミル・プーチンロシア大統領との電話会談において、ロシアが他の当事者と協調して、地域と世界の平和と安定を守るために、この問題の政治的解決を推進することができると信じており、中国は緊張緩和に資する国際社会の提案と仲介努力を支持すると話した[53]。
  - 11月21日、中国外交部欧州中央アジア局部長代行の桂从友は、ロシアのメディアに対し「我々は、国民投票を通じて独立に至るいかなる民族にも反対する。クリミアに関する限りは、非常に特殊な特徴がある。我々はクリミア加入の歴史をよく知っています。[中略]中国は、ウクライナ問題に関してロシアが直面している課題と脅威を十分に理解して対応し、その解決に向けたモスクワのやり方を支持する」[54]と語った。
- フランス - 外務省の広報官ロマン・ナダルは、クリミア情勢に関して懸念を表明するとともに、外務大臣ローラン・ファビウスがウクライナの統一と一体性を維持するよう繰り返し要請してきたことを改めて指摘した[55]。
- イギリス - 外務大臣ウィリアム・ヘイグは、緊張の激化とロシア議会の軍事行動許可決定について「深い懸念」を抱いていると述べた。彼はまた、「この行動はウクライナの主権、独立、領土一体性に対する重大な潜在的脅威である。我々はウクライナに対するいかなる侵略行為も非難する」と発言した[56]。
  - 3月2日、英国首相のデーヴィッド・キャメロンは、クリミア情勢次第で政府当局が2014年ソチパラリンピックをボイコットする計画があることを発表し、エドワード王子は「政府の助言に基づいて」同大会のためにソチへ向かう計画を取り止めた[57]。これらの決定が英国選手団の本大会参加に影響を与えることはなかった。キャメロンはまた、「間違った偽りの民主的プロセスや歪んだ歴史的言及がいくらあろうとも、これが主権国家への侵略であり、その国の法律や国際法を全く尊重しない領土の収奪である事実を取り繕うことはできない」とも発言した[58]。

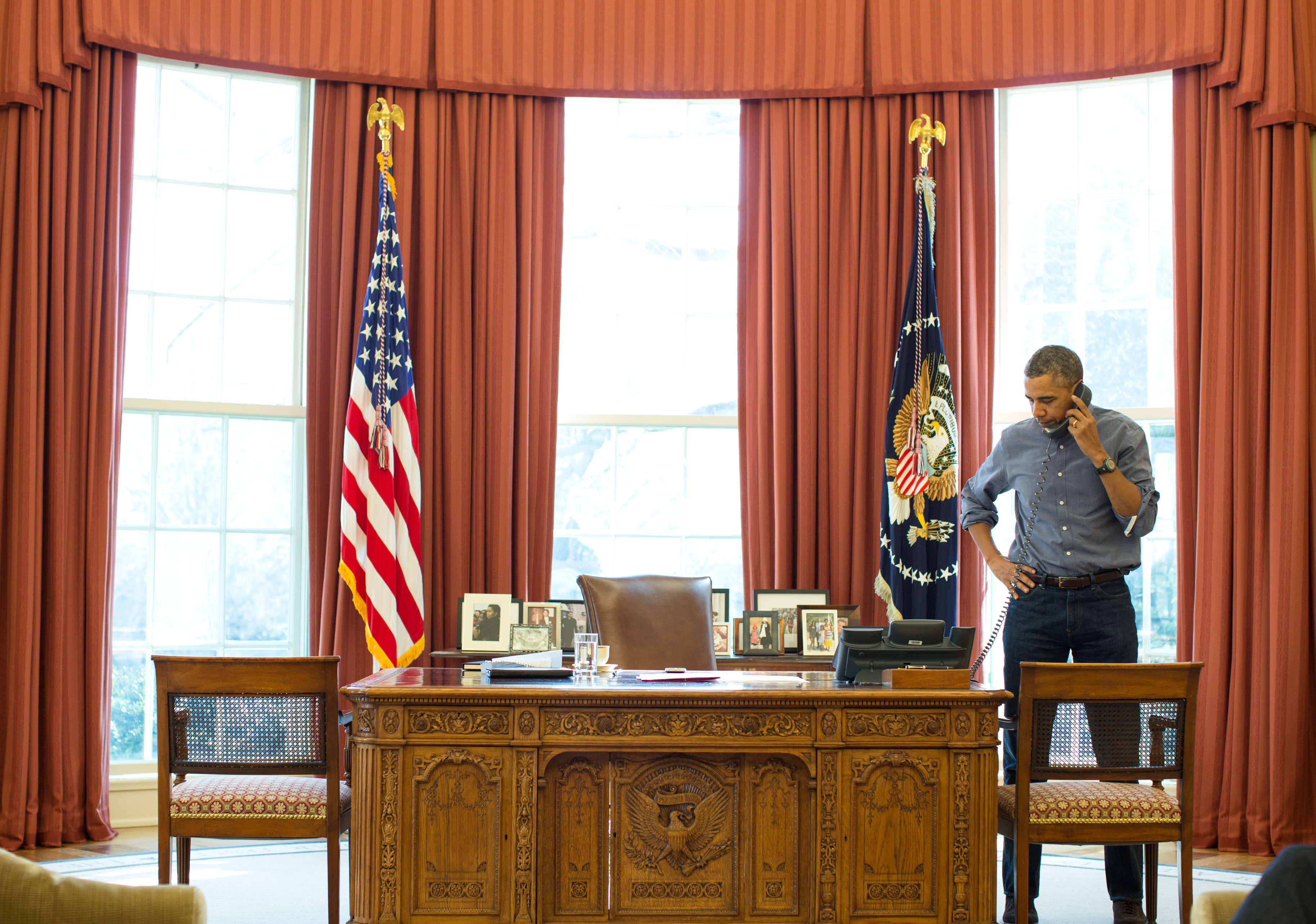
米国大統領バラク・オバマが大統領執務室でロシア大統領ウラジーミル・プーチンと電話している様子。2014年3月1日

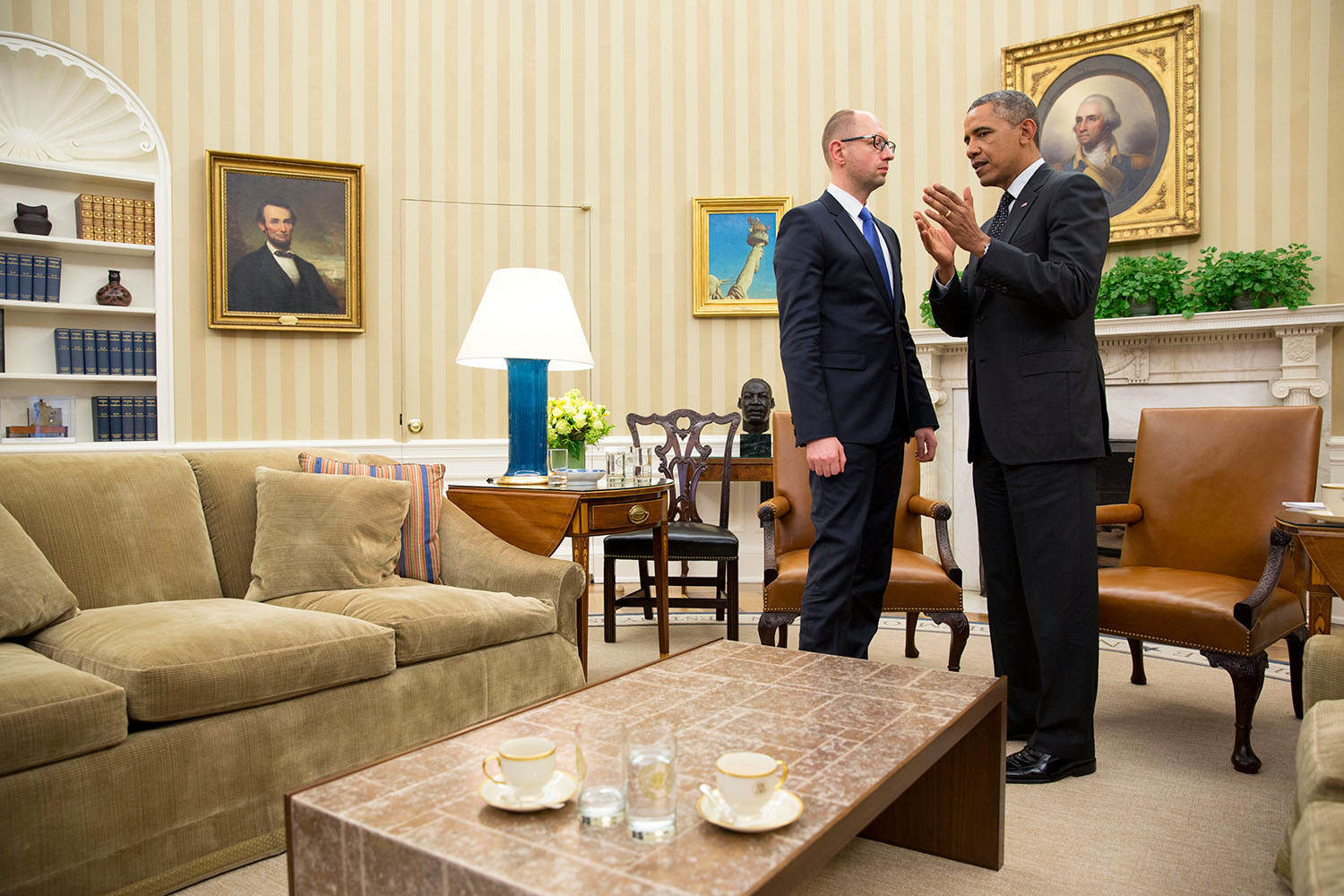
米大統領執務室で行われた2国間会談の終わりに、バラク・オバマ大統領がウクライナ首相のアルセニー・ヤツェニュクと話している様子。2014年3月12日

- アメリカ - 2月28日、バラク・オバマ大統領は声明を発表し、ロシアにクリミアへの介入を行わないよう警告した。この声明でオバマ大統領は「ウクライナ国内でロシア連邦が行った軍事行動の報告を深く懸念している」と述べた。同声明は、ウクライナの主権および領土一体性へのいかなる侵害も、ウクライナ、ロシア、ヨーロッパの利益につながらない深刻な不安定化をもたらすものであり、ウクライナの独立と主権、国境を尊重するとしたロシアの誓約を反故にするとともに、明白な国際法違反となるだろうと付け加えている[59]。
  - 3月1日、オバマ大統領はプーチン大統領と電話会談を行い、ロシアの侵略は「ウクライナの主権および領土一体性の侵害であり[中略]国際法の違反」であると伝えた。さらに、「より大きな政治的および経済的孤立」を警告し、ロシアが議長を務める第40回G8サミットに米国は参加しないと迫った[60]。
  - 3月2日、ジョン・ケリー国務長官は『フェイス・ザ・ネイション』でのインタビューの中で、ロシアの軍事行動を「侵攻」と呼びロシア側を非難した。彼はそれを「信じ難い侵略行為」と呼び、「21世紀にもなって、完全に捏造した口実で他国に侵攻する19世紀のやり方で振る舞うのは駄目だ」と発言した[61]。
  - 3月3日、米国安全保障会議の報道官カトリン・ヘイデンは、米国が2014年ソチパラリンピックに大統領使節団を派遣しないことを発表した。英国のボイコットの取り組みと同様、それは選手団の参加には影響しなかった[62]。
  - 3月6日、オバマ大統領は、ウクライナ情勢に加担する特定人物の財産の封鎖する大統領令13660号に署名し、ウクライナの主権侵害を実行または支援した人物に対する制裁を承認した[63][64]。
  - 3月17日、オバマ大統領は、ウクライナ情勢に加担する追加人物の財産を封鎖する大統領令13661号に署名した。これは大統領令13660号で課された制裁範囲を拡大したものであり、特定ロシア政府職員の米国内資産の凍結および米国への入国阻止を含むものとなった[65]。
  - 第113回アメリカ合衆国議会は、ウクライナにさまざまなレベルの融資保証、援助、および「ウクライナの安全や独立を損ない、あるいはウクライナやロシアで陰謀に関与したと大統領が判断した人物に対する」制裁を適用するいくつかの法案を検討した[66]。これらの法案には、ウクライナの融資保証費用を拠出する法案や[67]、ウクライナの主権、一体性、民主主義、経済的安定に対する2014年支援法[68]およびウクライナ支援法[69]などがある。この3法案は全て3月に提出され、検討された。
  - 4月3日、米国エネルギー省はロシアの国営原子力会社ロスアトムに対して、いくつかの平和的な原子力共同プロジェクトの停止を通告した[70]。
- ロシアは当事国にあたるため対象外。

### 当時の非常任理事国
- アルゼンチン - 3月15日、国連安保理のアルゼンチン代表マリア・クリスティーナ・ペルセバルは、米国が提出した、3月16日のクリミアでの住民投票を非難する決議に賛成票を投じた。同代表は、この決議案が領土保全の原則を主張し、すべての政治的主体が関与する平和的解決に向けた建設的対話に貢献することから、賛成に票を投じたと述べた。このような解決策を妨げるような行動を控えるよう促す一方、自国のことは自国民が決めることであり、安保理は状況を規定するのではなく、国際的な平和と安全を維持するためのものであるとし、アルゼンチンは、すべての国が国政不干渉の原則を尊重することを希望していると述べた[71]。
  - 3月19日、アルゼンチン大統領のクリスティーナ・フェルナンデス・デ・キルチネルはパリでの記者会見で、クリミアでの住民投票を非難しながらフォークランド諸島（アルゼンチンが領有権を主張しているが、2013年に同島民がイギリス主権に投票した南太平洋上の英国領）での住民投票を支持するのはダブルスタンダードだとして西側諸国を非難した。プーチン大統領は後にフェルナンデスに電話し、彼女の支援に感謝を述べた[72]。アルゼンチンはロシアによるクリミアの併合の無効性についての3月27日の国連総会決議68/262では棄権した[73]。
- オーストラリア - 3月2日、トニー・アボット首相はウクライナにおけるロシアの行動は「友人や隣人がする類のものではなく、ロシアは撤退すべきだ」と述べた[74]。3月3日、首相はオーストラリア下院にて「ロシアは撤退して、ウクライナから部隊を引き揚げるべきであり、ウクライナの人々は自分たちの将来を決定できて然るべきだ」と語り、オーストラリア政府はアンドリュー・ロブ貿易投資大臣のロシア訪問計画を中止した[75]。
- チャド - 3月15日、国連安保理のチャド代表マメット・ゼネ・シェリフは、米国が提出した、3月16日のクリミアでの住民投票を非難する決議に賛成票を投じた。自国政府は一貫してウクライナの主権および領土一体性を支持しており、そうした原則に鑑みて同決議に賛成票を投じたと彼は説明した。抑制と冷静さを求める安保理の訴えにもかかわらず危機が継続的拡大するのを懸念し、彼は対話を持つことで関係者が国家的和解と領土一体性を維持するための道を開くことはまだ可能であると述べた。それとともに、国連憲章に沿って、領土一体性の原則を支持し、武力を使わず平和的に紛争解決することの重要性を改めて繰り返した[76]。
- チリ -3月15日、国連安保理のチリ代表オクタビオ・エラズリズは、米国が提出した、3月16日のクリミアでの住民投票を非難する決議に賛成票を投じた。彼は「ウクライナの危機への適切な対応であった。ブダペスト覚書はウクライナの独立と現在の国境を遵守し、軍事的手段を慎むよう締結国に求めている。この実施予定の住民投票はウクライナの憲法に沿っていない」と述べ、法の支配が国内的にも国際的にも遵守されることが基本であると強調した。また、「危機は対話を通じて平和的に解決されなければならず、拒否権行使によって安保理が同決議を支持できなかったことをチリは遺憾に思っており、安保理が責務を果たさなかったことを言明した[76]。
- ヨルダン - 3月15日、ヨルダンは米国が提出した、3月16日のクリミアでの住民投票を非難する決議に投票した。ヨルダンの大使ゼイド・ラアド・アル・フセインは、ウクライナの主権、領土一体性と独立、および内政不干渉の原則への尊重から、賛成票を投じたと述べた。国連憲章、特に平和的紛争解決に関する第1条の重要性を彼は強調し、クリミアはウクライナの主権下にあると発言した[76]。
- ナイジェリア - 国連安保理のナイジェリア代表U・ジョイ・オグヲは、米国が提出した、3月16日のクリミアでの住民投票を非難する決議に賛成票を投じ、その理由は、この決議文が国連憲章に規定された原則を体現しており、加盟国には平和的手段によって紛争を解決する義務があるからであるとした。また、決議案が特定の国を対象としたものではないことを指摘し、ナイジェリアとカメルーンの間の領土問題（バカシ半島領有権問題）を国際司法裁判所を通じて平和的に解決したことが、その先例となるはずだと述べた。ナイジェリアは、国の構成を変更することを目的とした一方的な行動に反対した[76]。
- ルワンダ - 3月15日、ルワンダ大使ウジェーヌ=リシャール・ガサナは米国が提出した、3月16日のクリミアでの住民投票を非難する決議に投票した。彼は決議案での行動タイミングが生産的ではないと述べた。今は一国を孤立させるようなレトリックよりも率直な対話をする時間だとした。ウクライナおよびクリミアの情勢は急速に展開しており、いくつかの国々からの圧力が根本原因の慎重な分析から注意を逸らしてしまった、と語った。ルワンダは、主権、結束、領土一体性などの重要な原則を具体化した決議案に賛成票を投じた一方で、 ウクライナに対して包括的な国家間の対話を開始するよう促し、国際社会に対しては更なる情勢悪化を回避するための支援を要請した[76]。
- 韓国 - 3月15日、国連安保理の韓国代表オ・ジュンは、米国が提出した、3月16日のクリミアでの住民投票を非難する決議に賛成票を投じた。彼は「主権、領土一体性、統一などの重要な原則を具体化する決議案に賛成票を投じた。これらの原則は尊重されるべきだ。本日は（ロシアの拒否権発動により）採択されなかったが、だからといって外交的解決への道が閉ざされるわけではない」と説明した[76]。

### G20諸国の反応
- カナダ - 2月28日、外務大臣のジョン・ベアードはウクライナ新政府を祝福するとともに、この危機的状況において、1994年ブダペスト宣言が公約するウクライナの領土主権と国の一体性を尊重することの必要性を強調した[77]。3月1日のオバマ大統領との電話会談で、首相スティーヴン・ハーパーは「国際法やウクライナとその民主主義の未来を支える国際社会の結束の重要性」を確認した[78]。同日、ハーパーはウクライナにおけるロシアの軍事介入を非難した。カナダは駐ロシア大使の召還とロシアが議長国を務める第40回G8サミットの準備からの離脱を発表した[79]。3月3日、カナダ下院はクリミアにおけるロシアの介入を非難する動議を満場一致で可決した[80]。これに続いてハーパー首相はロシアの行動を「侵略と占領」と呼び、ベアード外相は本事案と1938年のナチス・ドイツによるズデーテン併合と比較した[81]。その後カナダはロシアとのあらゆる軍事協力を中断した。3月4日にウクライナ国旗がオタワの国会議事堂前に掲揚された[82][83]。3月7日、カナダはロシア軍人（少なくとも9人）に24時間以内にカナダ領土から出国するよう要求した[84]。
- ドイツ - アンゲラ・メルケル首相はロシアの行動を「受け入れられない」として、彼らの行動は国際法違反になると語った。メルケルは、ロシアが1994年にウクライナ独立を受け入れながら、現在は安全保障に関するブダペスト覚書を尊重していないことを指摘した[85][86]。ドイツ連邦議会に提出した政策声明で、彼女は「ウクライナの領土一体性には交渉の余地がない」と主張した[87]。彼女はバラク・オバマとの電話会談の中で、プーチンは「別の世界に住んでいる」と発言したと報じられた[88]。メルケル首相はまた、「いわゆる住民投票、独立宣言、ロシアへの吸収併合という流れは、国際法に反しているというのが我々の確固たる意見である」と主張し[89]、ロシアがクリミアのロシア併合に関する住民投票とコソボの独立を比較したことは「恥ずべき」ことだと述べた[90]。2015年3月、ウクライナ大統領ペトロ・ポロシェンコとの会談後、メルケルはこの併合は国際法に違反しており、したがってクリミア半島をウクライナ領として回復することはドイツにとっての目標であると語った。
- インド - インド政府はウクライナ情勢にどちらに与するものでもない行動を取っている[91]。インドは公式声明の中で、ウクライナの内部問題の平和的な解決を望んでいるが、ロシアだけでなく他の利害関係も関係していると述べている[92][93]。インド政府はクリミアの併合を認めた最初の主要国であり、ウクライナの領土一体性に関する決議を棄却し、それがクリミア市民の選択であると発言してその決定を正当化した[94]。外務省は、激しい衝突が頻繁に目撃されるとして5月29日からウクライナ東部のドネツィクとルハーンシク地域を離れるよう自国民（特に学生）に要請しており、また、ウクライナ東部および南部の他の地域の自国民に対しても、個人の安全およびセキュリティについて警戒を続けるよう勧告し、インド人旅行者に対しては、ウクライナへの不要不急の渡航を避けるよう警告している。同省によると、影響を受けた地域には約1000人の在外インド人が住んでいる[95]。
  - 12月11日、クリミア共和国首相のセルゲイ・アクショーノフは、初の外国訪問中にクリミア共和国と「インドの事業者」間の協力に関する覚書に署名した。これに応じてウクライナ大統領のペトロ・ポロシェンコは、（この訪問を許可することで）インドは「他の文明国」とは立場を異にしており、アクショノフ訪問の「価値」よりも「金銭面に着目」していたと語った[96]。
- インドネシア - インドネシアの外務大臣マルティ・ナタレガワは、ウクライナ情勢に深い懸念を示す声明を発表した。彼はウクライナ情勢を「ウクライナの主権および領土一体性を脅かすだけでなく、影響を受ける国同士の関係における緊張を高めるリスクもある国際的な危機」だと説明した。インドネシアはウクライナの主権を尊重し、全ての当事者に平和的手段を通じてこの問題を解決するよう呼び掛けた。常任理事国を含む国連安保理に対しても「ウクライナ危機への対応にあたって国際平和と安全を維持するという国連憲章に従ってその責任を負うこと」を求めた。声明はさらに、国連が影響を受けた地域に事務総長の特別使節を送ることを提案した[97]。
- イタリア - イタリアの首相マッテオ・レンツィは、プーチン大統領が「容認しがたい違反」を犯したと非難した[98][99]。3月19日、レンツィは下院での演説中に、クリミアの住民投票は違法でありG8諸国はこの危機を解決して冷戦が復活しないよう協力を始める必要があると述べた[100]。外務省の声明では「イタリアとヨーロッパの同盟国は、ウクライナの主権および領土一体性への侵害を強く非難し、ロシアに直ちに軍隊を引き揚げるよう要求する。彼らは政治外交の交渉窓口を危機を解決する唯一の方法だと見なしている」と述べられた[101]。
- 日本 - 3月2日、外務省は声明を発表し、「ウクライナにおけるロシア連邦軍の使用権限に関する3月1日のロシア連邦院による決定は，地域の緊張を高め，国際社会の平和と安定を損ないかねないものであり，深刻な懸念と憂慮」を表明した[102]。また、「ウクライナ情勢が平和的手段によって解決されることを強く期待し，全ての当事者が自制と責任をもって慎重に行動し，ウクライナ領域内におけるロシア連邦黒海艦隊駐留の地位及び条件に関する協定を含む国際法の完全な遵守及びウクライナの主権と領土の一体性を尊重すること」を強く要請した[102][103]。3月19日、日本の安倍晋三内閣総理大臣は、ロシアがクリミア自治共和国の独立を承認してロシア編入の条約に署名したことについて、「ウクライナの主権および領土の一体性を侵害するものであり、これを非難する」と語り、引き続きG7を含む各国と連携しながら、ロシアへの追加措置を検討するとの考えを表明した[5]。8月より、経済産業省は主要国と足並みをそろえて、クリミア自治共和国およびセヴァストーポリ特別市に対して貨物の輸入規制措置および関与者の資産凍結措置を行った[104]。
- メキシコ - 3月4日、外務省事務局はプレスリリースを発表し、ウクライナ情勢の悪化に対するメキシコの深い懸念と、国連憲章と国際法に則ったウクライナの国家統一と領土一体性の尊重の要請の支持を表明した[105]。
- 南アフリカ - 3月2日、報道官のネルソン・クグェトは、「南アフリカ政府はウクライナの政治情勢の展開に深い懸念を表明したい」と語り、「我々は状況を監視し続け、永続的な平和的解決策をもたらすための国際的な外交努力に取り組んでいく」と述べた[106]。
- トルコ - 2月28日、外務大臣のアフメト・ダウトオールは、「トルコはウクライナの将来における民主主義と民主主義に基づく政治的安定を重視している」と述べ、「クリミアはトルコにとってウクライナへ向かう扉であり、トルコにとって重要であるとともに、タタール人の同胞にとっても重要である」と述べた[107]。3月5日、トルコ大統領のアブドゥラー・ギュルは、この問題は国際法の範囲内でウクライナの政治的一体性と国境を尊重しながら解決されなければならないと述べた[108]。後任のトルコ大統領レジェップ・タイイップ・エルドアンはクリミアの政治指導者との会談後に「不幸にも、歴史を通じて、クリミア・タタール人が自分たちの故郷で尊厳を持って生きる権利は集団追放と抑圧によって損なわれ続けてきた。そして今日も、我々はクリミアの違法な編入や他の残念な出来事を目撃している」と語った[109]。

### その他の国々

#### 東ヨーロッパ
- アルバニア – 3月3日、外務省は声明で、ロシア連邦によるウクライナへの軍事介入は、国際法の規範に背き、同国の領土主権と一体性を侵害するものであると非難した[110]。
- ボスニア・ヘルツェゴビナ – 3月2日、ズラトコ・ラグムジヤ外相は、国連の正式加盟国であるウクライナの平和、安全、主権、領土保全の維持のための重要な前提条件として緊張の即時沈静化を求め、主権国家ウクライナとその国民は、平和的・民主的対話を通じて自らの将来を定める権利があり、国際社会にはこれを支援する義務があると述べた[111]。
- ブルガリア – 3月1日、ローゼン・プレブネリエフ大統領は声明で、「ブルガリアはウクライナの主権、領土の保全、民主主義の未来を守ることを支援する」と述べた。さらに大統領は、主権国家の領域内における外国軍の存在とその無許可の活動は「深刻な懸念を抱かせる」と述べ、「地域だけでなく国際秩序にとっても取り返しのつかない結果」につながりかねない挑発的な行動をやめるよう呼びかけた[112]。その後の声明で、ロシアの議会がクリミアでのロシア軍の使用を許可したことを受けて、プレヴネリエフ大統領は、「平和的手段によって、ウクライナの領土保全と主権が保証されれば、唯一の持続的解決策が達成されうる」、「外国の領土を軍事力で占領することは国際法の規則に違反する」ことを繰り返した。大統領はまた、国連安全保障理事会とブダペスト・メモの保証人である国々に対し、問題の平和的解決を確保し、緊張がこれ以上エスカレートするのを避けるよう呼びかけ、「ウクライナの人々が民主的な方法で自分たちの将来をどうすべきかを自ら決定すべきである」と結論付けた[113]。
- チェコ – 3月1日、ルボミール・ザオラーレク外相は、「ここ数日のロシア連邦による措置を明確に拒否し、非難する」と述べた。さらに、ロシアはウクライナの領土と主権を尊重するだけでなく、それらを保証することを約束し、1968年のワルシャワ条約機構によるチェコスロバキア侵攻を思い起こさせると述べた[114]。4月6日、チェコのミロシュ・ゼマン大統領はチェコ・ラジオのインタビューで、ロシアがウクライナ東部への領土拡張の決定は連鎖反応を引き起こす可能性があるため、EUはロシアに最も厳しい制裁を課すべきだと述べた。しかし、クリミアがウクライナに返還されることは当面ないだろうとの見解も示した[115]。さらに、フルシチョフによってウクライナに併合されたクリミアのロシア語話者の利害は理解できるが、われわれは1968年のロシア軍の侵攻の経験を持っていると語った[116]。
- ハンガリー – 外務省は3月1日に発表した声明で、クリミア半島情勢に懸念を表明した。同省は、ヴィシェグラード4カ国外相がキエフ政府指導者とドネツク地域の政治指導者の双方に対し、緊張を高め暴力につながる可能性のある挑発的な行動を控えるよう要請したことを指摘した[117]。ハンガリー政府の反応は、オルバーン・ヴィクトル首相が最近ロシアと行ったパクス原子力発電所拡張の取引のため、ロシアに甘いという批判を国内で浴びた。さらに、ヤーノシュ・マルトニ外相はウクライナのハンガリー人に対し、ハンガリーが彼らの利益を守ることを再確認した[118]。
- 北マケドニア – 外務省は声明を発表し、ウクライナにおける暴力の激化に懸念を表明した。緊張緩和のために必要なあらゆる措置を早急に講じるよう求めるとともに、ウクライナ国民が直面するあらゆる問題の解決には、すべての関係者の関与が必要であり、政治的対話の確立の必要性を強調した。また、節度と責任を持つことを求めた[119]。
- モンテネグロ – 3月5日、モンテネグロ政府は「ウクライナの主権と領土の一体性に対する露骨な侵害とロシア軍の侵略」を非難する声明を発表した[120]。
- ポーランド – 3月1日、ポーランドは「ウクライナの領土保全を尊重し、欧州安全保障協力機構の基本原則を含む国際法を遵守するよう強く訴え」、「ウクライナに安全保障を保証する1994年12月のブダペスト覚書の署名国には、その約束を尊重し履行するよう求める」と声明を出した[121]。3月6日、ポーランドのトマシュ・シーモニアク国防大臣は、NATOにおけるポーランドの要請に従い、アメリカのF16戦闘機12機と人員300人の到着を発表し、チャック・ヘーゲル国防長官がこれを承認した。ウクライナ情勢は極めて深刻である、と彼は記者会見で述べた。保証された国境線の変更も、クリミアでのOBWEオブザーバーの妨害も容認できるものではなく、F-16航空分遣隊は、ワスクとポヴィッズの空軍基地に駐留する予定であると述べた[122]。ポーランドのブロニスワフ・コモロフスキ大統領は3月11日にシーモニアクと共にワスクの空軍基地を訪問し、多目的F-16計画に対するさらなる軍事費の緊急の必要性を強調した[123]。ポーランドのドナルド・トゥスク首相は、ドイツのロシア産ガスへの依存はヨーロッパにリスクをもたらすとして、EUのエネルギー政策の変更を求めた[124]。3月11日、トゥスクは、クリミアの現状は進行中の危機の一段階に過ぎないが、ポーランドは主権国家ウクライナの領土崩壊を受け入れることはできないと発表した[125]。8月29日、ポーランド外務省は「ドネツク州南部地域、特にノヴォアゾフスクの町周辺におけるロシア軍の攻撃行動」を国際法による侵略と公式に認識した[121]。
- ルーマニア – 3月2日、バセスク大統領は、ウクライナの承認なく、二国間協定の範囲を超えてロシア軍がウクライナに駐留することは侵略行為と見なすと述べた[126]。3月6日、ルーマニア大統領はより強い姿勢で「ロシアがウクライナで行ったことは、同国に対する侵略だ」と宣言した[127]。さらに、ルーマニアは、米国や欧州の対ロシア交渉に積極的な役割を果たし、もっと支援するべきだと発言した[127]。
- セルビア – 11月5日、外務省は、セルビアがウクライナの領土保全と主権を支持することを改めて表明したいとの声明を発表し、国際法に基づき、国連憲章を尊重した上で、対話のみが解決につながるという確固たる信念を持って、平和プロセスの継続を支持すると表明した[128]。
- スロベニア – アレンカ・ブラトゥシェク首相は、ウクライナでの軍事衝突を防ぐためにすべてを行う必要があると述べ、外務省はEUの仲介役となることを申し出た[129]。

#### 中央・西ヨーロッパ
- デンマーク – マーティン・リデゴー外相は3月2日、「これはロシアによるウクライナへの部分的な侵攻である」と表明した。デンマークは他のEU諸国と緊密に連携し、非難声明を準備していることを明らかにした。また、ロシアに国際法を尊重するよう求めた[130]。
- フィンランド – エルッキ・トゥオミオヤ外相は3月1日、ロシアはクリミア半島の軍事占領を実施しており、これによりロシアはいくつかの国際条約と法律に違反していると述べた[131]。
- バチカン – ローマ教皇フランシスコは、国際社会に対し、「対話と調和のためのいかなるイニシアチブも支持する」と訴えた。
- アイスランド – アイスランドはクリミアに関するロシア連邦の行動を非難し、ウクライナの人々への全面的な支援を表明したと、アイスランドのグンナル・ブラギ・スヴェインソン外務大臣が3月22日にキエフで記者団に語った[132]。
- アイルランド – 副首相兼外務・貿易大臣イーモン・ギルモアは、ウクライナの動向について懸念を表明した。彼はロシア連邦に対し、国際法を遵守し、ウクライナの領土と独立を尊重するよう求め、すべての当事者に対し、「対話を通じて、すべての正当な懸念に対処できるよう努力する」よう呼びかけ、すべての当事者が「いかなる挑発も避ける」必要性を強調した[133]。後者は、キエフによるロシア語を含む少数言語の地域地位廃止、および最近のウクライナ共産党本部に対する襲撃に関連してロシア・トゥデイと欧州議会が用いた表現と同じものである[134]。
- リヒテンシュタイン – 3月5日、オーレリア・フリック外相は、リヒテンシュタイン政府の名において、クリミア紛争の平和的解決への希望を表明し、すべての当事者にウクライナの主権を支持するよう呼びかけた[135]。
- ノルウェー – 外務省は、NATO諸国とともに、クリミアにおけるロシアの軍事的エスカレーションを非難した。ノルウェーのボルゲ・ブレンデ外相は、「ロシア当局は、暴力によらない危機解決のための対話を求めるウクライナの要求に直ちに応じなければならない」と述べた[136]。
- スペイン – 外務協力省は、ウクライナ新政権を支持する声明を発表し、次のように述べた。「スペイン政府は、依然として不透明で不安定なウクライナ情勢を憂慮している。特に現在のクリミアの緊張は憂慮すべきものである」と述べた。また、「ウクライナの領土保全に対する全面的な支持」を表明し、すべての関係者に対して「いかなる武力行使も否定しつつ、解決策を見出すために協力する」よう促した[137]。
- スウェーデン – フレドリック・ラインフェルト首相は3月2日、スウェーデン放送のインタビューで、「ロシアがクリミアやウクライナ東部の少数民族に対する懸念から行動していることはある程度理解できるが、そのやり方は違うだろう。ウクライナ政府と話し合い、事態を沈静化させる方法もある」と述べた。[138]。また、3月19日のインタビューでは、ロシア指導部は「国際法や冷戦終結後に我々が築いた集団安全保障の構造を壊しながら、次々に間違いを犯しており、我々はそのことを非常に憂慮すべきだ」と述べた[139]。カール・ビルト外相は3月1日、「ロシアのウクライナへの軍事介入は、明らかに国際法と欧州安全保障の原則に反している」とツイートした[140]。さらに同日夕方のインタビューで、「今起きているのは、カモフラージュされたロシアのクリミア乗っ取りであることは間違いない」と述べた[141]。

#### 中東
- アルメニア – 3月7日、セルジ・サルグシャン大統領はダブリンで開催された欧州人民党のセッションで、「ウクライナの出来事は我々全員にとって深刻な懸念事項である」と述べた。彼は、"緊張を緩和し、対話の手段によって合理的な解決策を見出すために、あらゆる可能な手段を講じること "を呼びかけた[142]。3月19日のプーチンとの電話会談で、サルグヤン大統領は、クリミアの住民投票は自由な意思表示による民族の自決権の行使であると述べた[143][144]。
- イスラエル –  イスラエル外務省の3月5日の声明では、「イスラエルはウクライナでの出来事を大きな関心を持って見守り、すべての国民のために平和を願い、状況がエスカレートして人命が失われることがないよう望んでいる」と述べている。イスラエルは、ウクライナの危機が外交的手段によって処理され、平和的に解決されることを望んでいる[145]。
- シリア – バッシャール・アル＝アサド大統領は、「友好国ウクライナの安全と安定を回復する」というプーチン大統領の努力に支持を表明した[146]。

#### 中南アメリカ
- コロンビア – 外務省は政府を代表してプレスリリースを発表し、「ウクライナ情勢に深い懸念」を表明するとともに、「ここ数日に起こった暴力行為」を遺憾とした。同文書において、コロンビアはウクライナ政府に対し、「国民の安全、人権、基本的自由を保証する」よう要請した[147]。
- キューバ – ブルーノ・ロドリゲス外相は、ヤヌコーヴィチを追放したワシントンとNATOの「偽善、二重基準、侵略」を非難し、国際法と国連憲章の明白な違反であり、平和、安全、世界の安定に対する脅威であるとして、NATOの範囲をロシアの国境に拡大しようとするあらゆる試みに対して警告を発した。
- ニカラグア – 3月27日、ニカラグアはクリミアがロシアの一部であることを公式に認めた[148]。2020年11月、ニカラグア政府はクリミアに名誉領事館を設置すると発表した[149]。
- ウルグアイ – 2月20日、外務省は暴力行為を非難し、関係者に対話の手段で相違を解決するよう呼びかけた[150]。
- ベネズエラ – 3月7日、外務省は声明を発表し、ニコラス・マドゥロ大統領は「米国とそのNATO同盟国の政府が海外から推進する消耗戦略に沿ってウクライナで過激派グループによって行われたクーデターを非難する」と述べた。さらに、「キエフでの暫定当局の設置は、ウクライナの国家統一を脅かすだけでなく、ロシア出身のウクライナ国民とロシア連邦自身の主権を危険にさらすものとして、地域全体の安定を脅かす」と述べた[151][152]。

#### アジア
- アフガニスタン – ハーミド・カルザイ大統領は、「我々は、クリミアをロシア連邦の一部とみなすという、最近の住民投票を通じてクリミアの人々が行った決定を尊重する」と述べた[153]。
- マレーシア – マレーシアは外務大臣を通じて、「ウクライナの動向、特にクリミア半島の情勢を深い懸念をもって見ている。ロシアおよびウクライナとの友好関係に鑑み、両者間の問題の平和的解決に向けて努力するよう両国に要請する。また、マレーシアは、双方が穏健なアプローチを採用し、相互に受け入れ可能な解決策を見出すことを期待している。ウクライナの人々の利益、福祉、安全は、地域全体の安定と平和への影響を考慮しながら、最優先で考慮されなければならない。マレーシアはまた、ウクライナの危機的状況の解決を目指した国際的な外交的イニシアチブを含むすべての平和的努力を支持する。すべての関係者は法の支配を尊重し、責任ある行動をとり、平和的解決を目指さなければならない」との声明を発表した[154]。
- 朝鮮民主主義人民共和国 – 3月15日、金英宰駐ロシア北朝鮮大使は、ロシアの立場を支持することを表明した[155]。
- パキスタン –  外務省のタスニム・アスラム報道官は週報で、ウクライナの政治危機が平和的手段で解決されることへの希望を表明し、話し合いと外交が状況を沈静化させる唯一の選択肢であると述べた[156]。
- フィリピン – フィリピン外務省の声明で、フィリピンは「ウクライナの動向に関して深い懸念」を表明し、すべての当事者に「自制し、武力行使によってエスカレートせず、国際法の下の義務に従うよう」呼びかけた。声明はまた、"すべての当事者が対話を通じて危機を解決することを強く求める "とした。3月4日の別の声明で、同省はまた、「同国で続く緊張に鑑み」ウクライナの警戒レベルをレベル2に引き上げ、ウクライナ在住のフィリピン人に「必要のない動きを制限し、公共の場を避け、動向を注意深く監視し、避難の可能性に備えるよう」勧告した[157]。
- シンガポール – 3月5日、シャンムガム外相は国会でシンガポールの公式見解として、「我々は、いかなる口実や弁解の下でも、主権国家へのいわれのない侵略に強く反対する。ロシア軍は国際法に反してウクライナにいるべきではない。ウクライナの主権と領土は尊重されなければならない。国際法は尊重されなければならない。これにはいかなる資格もあり得ない」と述べた[158]。
- スリランカ – スリランカ政府は、ヤヌコーヴィチの解任を違憲とし、遺憾の意を表明した。スリランカはロシアの懸念を正当化し、緊張緩和のためのあらゆる試みを歓迎した[159]。
- ベトナム – 3月5日、ベトナム外務省のレ・ハイ・ビン報道官は、「ウクライナの人々のため、そして地域と世界の平和と発展のため、ウクライナに早く安定が訪れ、すべての問題が法によって解決されることを希望する」と述べた[160]。

#### アフリカ
- 南アフリカ – 3月2日、ネルソン・クグウェテ報道官は、「南アフリカ政府は、ウクライナで展開する政治情勢について深い懸念を表明したい」と述べ、「我々は状況を監視し続け、持続的な平和的解決をもたらすことを意味する国際外交努力を奨励する」と述べた[161]。
- ジンバブエ – ジンバブエは、ロシアによるクリミアの併合の無効性についての2014年3月の国連総会決議68/262に反対票を投じ、2014年のクリミア住民投票結果は有効とする立場をとった[73]。12月22日、ジンバブエのサビア・カスクウェレ環境大臣は、3月のクリミア併合以来、「国際制裁に対処する方法について助言を提供する」ために同地を訪問した最初の非ロシア人政治家となった[162][163]。

#### オセアニア
- ニュージーランド – 3月3日、ニュージーランドのジョン・キー首相はテレビ番組「ブレックファスト」に出演し、ウクライナにおける緊張の高まりを「深く懸念する」と言及した。さらに同首相は、ロシアはウクライナとクリミアに非常に大きな関心を持っているが、米国のロシアの行動に対する非難に同意すると述べ、「ウクライナで大きな問題が起きれば大変なことだ」と強調し、武力行使は誰の利益にもならないと述べた[164]。3月4日、ニュージーランド議会はロシアのクリミアへの軍事介入を非難するマレー・マッカリー外相の動議を全会一致で採択した。マッカリーは、ロシアによるの軍隊の派遣は「完全に、全く容認できない」ものであり、「国際法の重要な原則」に違反するものだと断言した[165]。

## 非政府の国際政党
- オランダ自由民主国民党の欧州議会議員(MEP)で自由主義インターナショナルの党首ハンス・ファン・バーレンは「国際社会はロシアの事実上の介入を非難する必要があり、もしもロシアがジョージアの例を踏襲するなら、強い対応を考慮しなければならない。米国とEUは密接に協力する必要がある。国際法に違反しているプーチンの代償は高くつくだろう」と述べた。
- ギリシャ急進左派連合の党首で欧州左翼党のアレクシス・ツィプラスは「現在初めて実際に起きている事は、ウクライナを中心に、自国家の憲法に違反する極右でネオナチの要素を持つ政府をEUが支持していることである。ウクライナについて、EUが2000年にオーストリアに制裁を科した時のような独自専行を拒否しているのは、イェルク・ハイダーの極右が政権に参加したためである。そして、それがロシアとの冷戦という綱渡りになっている」と述べた。
- 国際青年民主同盟(IYDU)は「IYDUはロシア連邦の挑発的、違法、攻撃的な行動に強く反対する。ロシア軍の侵攻とウクライナ領土の占領は、ウクライナの主権と領土の一体性に対する明確な違反を構築しており、国連憲章、ヘルシンキ最終文書 、1997年ウクライナとの軍事基地協定、1994年ブダペスト覚書に基づくロシアの義務にも完全に違反している。どんな状況下であれ、これらの行為を合法化ないし正当化することはできない」[166]との声明を発表した。
- 欧州人民党党首でMEPのジョゼフ・ドールと欧州議会外務委員長でMEPのエルマー・ブロークは、以下の共同声明「EU最大の政治派閥を代表して、我々はウクライナに軍隊を配置する決定を強く非難し、プーチン大統領にウクライナの主権地域へのロシア軍の流入を止めるよう要請する。ロシアがその軍事力を行使してウクライナという独立国家の領土一体性を侵害することは卑劣である。ロシアの挑発的な行動は、想定するより遥かに大きくなりかねない軍事対立と流血の危険性を孕んでいる。ウクライナ侵略は今すぐ止めるべきだ」[167]を発表した。
- 国際社会主義青年同盟(IUSY)は3月5日に「IUSYは過去数ヶ月の抗議の犠牲者を覚えており、状況の再拡大、特に軍事力行使につながる可能性がある暴力の更なる行使を非難する。IUSYはウクライナの国家主権を尊重してウクライナ市民が平和的、民主的、反ファシスト的な手段と内部政治プロセスを通じて国内政治的課題に取り組むことを支援するよう、例えばロシアやEUなど全ての活動者に呼び掛ける」[168]との声明を出した。
- 欧州社会党(PES)は3月3日に、ウクライナの開放的な政府、少数民族の尊重、言語法の非難などを主張して「PESは、東部国境での内戦を回避するためEUに必要な全ての外交手段を使って欲しいと考えている。我々は緊張の高まりによって罪のない犠牲者がこれ以上苦しむべきではないと懸念しており、冷静さと自制心と相互尊重を求める。PESは欧州安全保障協力機構オブザーバーの役割を理解し、全ての側がバランスの取れた解決策を見つけるよう努める対話が増えることを望んでいる。我々は、国連憲章、1997年ウクライナとの軍事基盤協定、1994年ブダペスト覚書、ヘルシンキ宣言（OSCE最終文書）を含む、国際合意に十全の敬意を示すよう全関係者に要請する。キエフにある政府は開放的になれる全てのことを行うべきで、東部および南部の相手との対話が優先事項でなければならない。我々はウクライナの領土一体性を尊重したバランスの取れた解決策を呼びかける。ウクライナの安全保障と人権状況に関してロシアが抱くすべての懸念は、交渉または国際監視を通じて対処することが可能である。EUはウクライナ政府に即時の財政的および技術的支援を提供すべきであり、これは同地域の安定化に貢献するだろう」と発表した[169]。
- 社会民主進歩同盟の党議長でMEPのハンス・スウォボダは「ロシアを真の政治対話に含めるには全ての手段を使用する必要がある。ロシアは1994年ブダペスト覚書の契約に沿ってウクライナの領土一体性と主権を尊重する必要があるが、ロシアに対抗する更なる脅威はこれをスピードアップしないだろう。見返りとして、ウクライナとその新しい指導部はウクライナにいる少数言語民族やロシア語話者の権利を認識して保護する法制を復活させる必要がある。ユーロマイダン抗議行動は新しいウクライナの機会を提供する、それは民族や言語の分断ではなく結束の上に築かれる必要がある」[170]と述べた。
- 欧州緑の党は3月4日に「ウクライナ市民との連帯、そしてヨーロッパの方向性、民主主義、平和、独立のために自分達は戦いを表明する。ロシアはクリミアを侵略してさらに広範なウクライナ侵略すらも脅かしている。クリミア半島を覆うロシア軍の軍事支配は、ウクライナの主権侵害である。ロシアは、自身の条約義務、国際法、国連憲章に基づく義務を露骨に無視している。我々はこの侵略を非常に警戒しており、直ちに終結するよう要請する」[171]との声明を出した。
- アナルコサンディカリスムの国際団体である国際労働者協会(IWA)はロシア局を代表して声明を発表しており、それはウクライナ、モルドバ、米国や他地域にいる「国際主義者」によって承認されたものでこの危機を2つの「帝国主義の徒党」間の対立として非難し、「我々が民族主義者の陶酔に屈服することはないだろう。奴らの州および「国家」、奴らの旗と事務所を地獄にしろ！これは我々の戦争ではない。そして、モスクワ、キエフ、リヴィウ、ハリコフ、ドネツク、シンフェロポリの上層部が戦争を始めた場合、我々の義務はあらゆる使用可能な手段でそれに抵抗することだ！」[172]と結んだ。
- トロツキー主義共産党の国際団体第四インターナショナルは、マイダン革命への支持表明とウクライナにおけるロシアの行動を非難する決議を承認したが、一方でウクライナ新政府への不信感も表明した。同決議はまた、敵対行為の即時停止、ウクライナからのロシア軍引き揚げ、反社会的政策への反対、ウクライナ国家の中立性を求めた[173]。

## ロシア人ディアスポラ
2014年4月14日、エストニアにいるロシア語話者の社会活動家グループは、ウクライナの状況に対応するために「覚書文書14(Memorandum 14)」という取り組みを発表した。4月20日の朝までにこの覚書は779人によって署名された。この覚書では基本的に、署名者は外部からの保護を必要とせず、エストニアにいるロシア語話者コミュニティの名前で作られた分離主義者の声明を支持しないと書かれている。